# Fundación Tony Manero
La Fundación Tony Manero fue un grupo de Barcelona (España) de música disco y funk formado en 1996 y disuelto en 2022. Durante los 26 años que estuvieron en activo fueron una de las bandas más longevas del panorama disco funk europeo, con un amplio catálogo de álbumes que van desde el más clásico funk a sonidos más propio de décadas posteriores. Prácticamente toda su carrera han cantado en castellano, a excepción de algunas canciones dispersas donde han utilizado el inglés. Se despidieron del público el 28 de octubre de 2022 en la Sala Apolo de Barcelona, ofreciendo su último concierto dentro de la gira titulada "El Último Baile".

## Historia
La Fundación Tony Manero se formó en 1996 con la intención de revivir el disco, sus integrantes ya habían estado en otros grupos como El Mundo Que Viene, Bandock, Ino y Cauliflower Power. Tony Manero es el personaje que encarna John Travolta en la película Saturday Night Fever.
En 1999 lanzan su primer disco llamado Bikini 17 y 18 de Marzo 99, una grabación en directo en la Sala Bikini de Barcelona en la que interpretan 11 temas clásicos de la música negra de los setenta, tras haber actuado semanalmente en la sala durante seis meses con gran éxito de público y crítica. 
Su primer álbum de estudio Looking for la fiesta se gestó en los estudios Music Lan de Figueras con la ayuda del productor Jon Caffery y se edita en 2001 en el sello Drac/Virgin. El álbum fue bien recibido gracias en parte a la inclusión de uno de los temas del álbum, "Supersexy girl" en un anuncio de televisión. Logró ser Disco de Oro en el Planeta Imaginario.
En el 2002 lanzan su segundo álbum llamado Sweet movimiento, grabado entre Avinyonet de Puigventós (Gerona) y Barcelona y mezclado en Río de Janeiro, lo cual se nota pues hay unas influencias más internacionales e incluso un guiño a la samba con el tema “Nights Over Asland”.
Para el 2003 sale al mercado The remixes, disco de remezclas de sus temas más conocidos.
Click es su tercer disco de estudio, lanzado en 2004 en donde se alejan de su medio natural y se dedican a tocar house, drum’n’bass, mambo-funk y latin-funk. Para este disco el grupo trabajó en su propio estudio en Barcelona, y en Music Lan en Figueras, contando con la colaboración de Erik Aldrey y Jordi Mora.
El 6 de octubre del 2006 lanzaron una edición especial de CD y DVD llamado Que no pare el beat! con una actuación grabada en directo en la sala La Paloma para celebrar sus 10 años de carrera.
En 2009 crean Pandilleros, un espectáculo multidisciplinar que incluye música en directo, vídeo y arte gráfico. Representado principalmente en salas de teatro, recoge la banda sonora de una película inexistente basada en un guion creado por ellos mismos. Un CD con 26 temas propios, acompañado de un cómic, se lanzó para la ocasión.

## Discografía
- Bikini 17 y 18 de Marzo '99 (1999)
- Looking For La Fiesta (2000)
- Sweet Movimiento (2002)
- The Remixes (2003)
- Click! (2004)
- Que No Pare El Beat (2006)
- Pandilleros (2009)
- Superficial (2014)
- Lugares Comunes (2018)
- Disco para adultos (2020)

## Integrantes
- Miguelito Superstar (voz).
- Deliciosa Smith (bajo y voz)
- Ginés Brown (saxo tenor, flauta, bajo)
- Lalo López (guitarra, coros).
- Marçal Muñoz (trompeta)
- Mr. Paco Manzanares (teclados)
- Paquito Sex Machine (voz, guitarra española y pandereta)
- Marc Benaiges (batería)
- Tom Johnson (trombón)